# Хотешино
Хотешино (Хатешино) — деревня в Невельском районе Псковской области России. Входит в состав сельского поселения «Лёховская волость».
Находится в 5 верстах к юго-западу от деревни Лёхово и примерно в 32 верстах к юго-востоку от города Невеля.

## Население
Численность населения деревни на конец 2000 года составляла 12 жителей.